# 델리만쥬

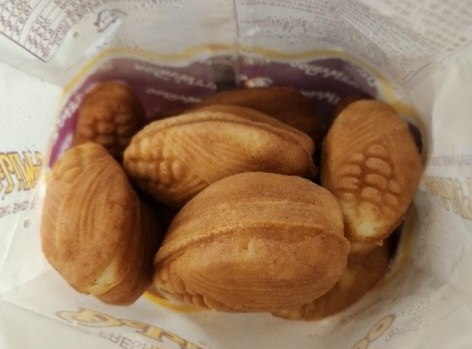
델리만쥬

델리만쥬(delimanjoo)는 대한민국의 음식업체 델리스의 음식 상표명이다. 카스테라에 커스터드를 넣은 생과자이다. 1998에 4호선 명동역 델리만쥬 매장을 1호점으로 시작하였다. 델리스의 파산후 델리만쥬의 상표권은 일부 이전되었다.

## 역사
1998년에 처음으로 생산되었다. 이 때부터 2000년대 초까지, 델리만쥬는 서울 지하철 4호선 명동역 지하 델리만쥬점을 제1호점으로 시작으로 지하철역 내 90여 개의 가맹점을 열면서 성장했다. 델리만쥬는 대만, 홍콩, 베트남, 마카오 등지로 수출되고 있다.

## 같이 보기
- 만주 (요리)